# Notropis moralesi
Notropis moralesi är en fiskart som beskrevs av De Buen, 1955. Notropis moralesi ingår i släktet Notropis och familjen karpfiskar. IUCN kategoriserar arten globalt som akut hotad. Inga underarter finns listade i Catalogue of Life.